# So Big (1932)
So Big ist ein US-amerikanisches Filmdrama mit Barbara Stanwyck unter der Regie von William A. Wellman. Es ist die Verfilmung des mit dem Pulitzer-Preis ausgezeichneten gleichnamigen Romans von Edna Ferber.

## Handlung
Die junge Selina Peake wächst ohne Mutter auf. Als auch ihr Vater stirbt, ist die junge Frau, die am liebsten Kunstgeschichte studieren würde, gezwungen, die schlecht bezahlte Tätigkeit als Lehrerin in einer von holländischen Auswanderern bewohnten Gemeinschaft anzunehmen. Selina wohnt bei der Familie Pool und kümmert sich rührend um den kleinen Sohn Roelf. Eines Tages nimmt sie den Heiratsantrag des ältlichen Farmers Pervus de Jong an und bekommt einen Sohn, Dirk, auf den sie all ihre Hoffnungen und all ihre Energie konzentriert. Jeden Tag stellt sie den kleinen Dirk an ein Maßband. Auf seine ständige Frage, wie groß er denn sei, antwortet Selina mit gleichbleibender Euphorie
So Big.
Nach dem Tod von Pervus muss Selina erbittert um den Erhalt der Farm kämpfen. Sie spart sich jeden Cent ab, um Dirk eine gute Schulbildung zu ermöglichen. Ihr Traum ist es, dass Dirk Architekt wird. Über die Jahre gewinnt Selina den Respekt und die Anerkennung der übrigen Dorfbewohner. Dirk allerdings ist in ihren Augen eine komplette Enttäuschung für seine Mutter. Er treibt sich mit einer verheirateten Frau herum und verachtet seine ländliche Herkunft. Selina hat in der Zwischenzeit eine Marktlücke entdeckt und baut in großem Stil Spargel an, den sie mit Erfolg in Chicago verkauft. Erst als Dirk die junge und talentierte Künstlerin Dallas O’Mara kennen- und liebenlernt, wandeln sich die Dinge in eine positive Richtung. Dallas weigert sich, den ziel- und antriebslosen Dirk zu heiraten. Sie redet ihm ins Gewissen und erreicht eine Verhaltensänderung. Kurz danach trifft Dirk auf den erwachsenen Roelf Pool, der mittlerweile ein erfolgreicher Bildhauer geworden ist. Gemeinsam mit Dallas reisen die Männer auf Besuch zu Selina. Diese erkennt, dass sie ihren Sohn im Geheimen immer mit Roelf verglichen hat und bereut ihren Fehler. Nach einer Aussprache sieht die Zukunft für alle Beteiligten positiv aus.

## Hintergrund
Edna Ferber war eine sehr erfolgreiche Autorin, die in ihren Werken Sozialkritik und Unterhaltung geschickt zu verbinden wusste. Ihr Roman So Big gewann 1924 den Pulitzer-Preis und wurde noch im selben Jahr mit Colleen Moore in der Hauptrolle verfilmt.
Das Studio investierte ein relativ hohes Budget in die Adaption und gab Stanwyck, die seit dem Vorjahr auf der Basis eines nicht-exklusiven Vertrages für Warner Brothers tätig war, eine erstklassige Riege von Nebendarstellern an die Seite. Dickie Moore war ein populärer Kinderdarsteller, der später im Jahr noch als Sohn von Marlene Dietrich in Blonde Venus zu sehen sein sollte. George Brent war mit einer Reihe guter Darstellungen zum Star geworden und sein Aufstieg wurde mit dem von Clark Gable verglichen. Daneben setzte das Studio die junge Bette Davis als Dallas O’Mara ein. Es sollte der einzige gemeinsame Auftritt von Davis, die hier noch unter dem Titel, aber bereits an dritter Stelle, angekündigt wurde und Stanwyck, dem nominellen Star, bleiben. Davis und Brent drehten in den nächsten Jahren noch zehn weitere Filme zusammen. William Wellman berichtete später, Davis sei extrem eifersüchtig auf Stanwyck gewesen. Sie habe es der kaum älteren Schauspielerin geneidet, bereits ein etablierter Star zu sein. Stanwyck fand zwar, dass Davis alles versuchte, die gemeinsamen Szenen zu stehlen, doch blieb die Schauspielerin stets hilfsbereit und unterstützte Davis, die mehrfach ihren Text vergaß. Jahre später äußerte sie sich gegenüber dem Filmhistoriker Laurence J. Quirk:

„Sie war immer derart ehrgeizig, man wusste einfach, dass sie es schaffen würde. Sie verfügte über eine Art von einfallsreicher Selbstsucht, die ihren Erfolg unweigerlich machte.“

Barbara Stanwyck und William Wellman kamen unmittelbar nach Beendigung der Dreharbeiten erneut für The Purchase Price zusammen, der ebenfalls das entbehrungsreiche Leben von Farmern erzählte, an der Kinokasse jedoch floppte.
Warner Brothers verfilmten die Geschichte 1953 erneut mit Jane Wyman und Sterling Hayden in den Hauptrollen.

## Kritik
Die meisten Kritiker bemängelten, dass zu viel Handlung in zu wenig Laufzeit gepresst worden sei.
In Variety standen wenig freundliche Worte zu lesen

„Wellmans Bemühungen um kaleidoskopartige Ausschnitte aus dem Leben on Selina Dejong führen zu einer abgehackten Erzählstruktur und lassen die 83 Minuten Laufzeit als viel zu lang erscheinen. Insgesamt jedoch ist eine unzusammenhängende Geschichte.“

The New Yorker lobte dagegen ausdrücklich Stanwyck.

„Barbara Stanwyck zeigt ihre beste Arbeit bislang überhaupt in ihrer Darstellung einer amerikanischen Farmerin.“

In dieselbe Richtung ging auch The New York Mirror.

„Barbara Stanwyck ist exquisit. Ihr großes Talent als Schauspielerin zeigte sich niemals vorher so brillant. Eine hervorragende Darstellung. Sie ist großartig.“

Bette Davis bekam für ihre Darstellung ihre erste positive Rezension in der New York Times.

„Bette Davis, in der Rolle der jungen Künstlerin, die die komplizierten Lebensumstände von Selina begreift, ist ungewöhnlich kompetent.“

## Originalkritik
1. ↑  She was always so ambitious, you knew she’d make it. She had a kind of creative ruthlessness that made her success inevitable.
2. ↑  Wellman’s endeavor at kaleidoscopic flashes in the life of Selina Dejong […] make for a choppy continuity […] as it is, the 83 minutes are overly long, but in toto, it’s a disjointed affair.
3. ↑  In her impersonation of the American farmer’s wife, Barbara Stanwyck does the best work she has yet shown us.
4. ↑  Barbara Stanwyck is exquisite […] Her great talent as an actress never has been demonstrated more brilliantly. A sparkling performance. She is magnificent.
5. ↑  Bette Davis, as the young artist who sees into the complicated story of Selina’s life, is unusually competent.